# Konstantin Gabras
Konstantin Gabras (mittelgriechisch Κωνσταντῖνος Γαβρᾶς; * vor 1090; † nach 1140) war ein byzantinischer Militärbefehlshaber, der unter Kaiser Johannes II. de facto selbständig über die pontische Schwarzmeerküste herrschte.

## Leben
Der Protonobelissimos Konstantin Gabras war der jüngere Sohn des Theodoros Gabras († 1099), der sich unter Kaiser Alexios I. als quasi-autonomer Herrscher in Trapezunt etabliert hatte. 1108 schickte Alexios I. den jungen Truppenführer im Krieg gegen den Normannenfürsten Bohemund von Tarent mit einem Aufklärungskommando nach Petrula (östlich von Dyrrhachion), doch lehnte der ehrgeizige Gabras diese Aufgabe als zu gering ab. Während der Auseinandersetzungen der Byzantiner mit den Rum-Seldschuken verteidigte er 1111 als Strategos die Stadt Philadelphia und brachte ein Jahr später deren Sultan Malik Schah I. bei Kelbianon (im oberen Kaystrostal) eine Niederlage bei. 1113 und 1116 war Gabras als Kommandeur an weiteren Gefechten mit den Türken in Lydien und Phrygien beteiligt.
Wie schon sein Vater wurde Konstantin Gabras um 1118 zum Dux des strategisch bedeutsamen Themas Chaldia ernannt, wobei unklar ist, ob dies noch unter Alexios I. oder schon unter dessen Nachfolger Johannes II. geschah. 1119 erlitt er bei einer Offensive gegen die Danischmenden eine Niederlage und geriet in die Gefangenschaft der Emire Ghazi Gümüschtegin und Tuğrul von Melitene, kam jedoch wieder frei, als die beiden Türken sich zerstritten. Spätestens ab 1126 kontrollierte Gabras als Toparches die Stadt Trapezunt und das chaldische Küstengebiet weitgehend unabhängig von der Zentralregierung in Konstantinopel und gab auch eigene Münzen heraus. Niketas Choniates bezeichnet ihn als den „Tyrannen von Trapezunt“.
Als der Danischmenden-Emir Malik Mehmet Ghazi III. 1139 in das kurz zuvor von den Byzantinern zurückeroberte Kilikien einfiel, schlug sich Gabras auf die Seite der Türken. Beim Gegenangriff der byzantinischen Hauptstreitmacht drängte Johannes II. die Danischmenden aus Bithynien und Paphlagonien zurück. Mit einem Vorstoß nach Chaldia (1140) zwang er Gabras, sich zu unterwerfen, und stellte auch dort die kaiserliche Autorität wieder her.
Was aus Konstantin Gabras wurde, ist unklar, doch könnte er nach Konstantinopel gebracht worden sein, denn sein gleichnamiger Sohn stieg unter Kaiser Manuel I. bei Hofe zum Minister auf und leitete 1162 eine erfolgreiche diplomatische Mission zum Sultan Kilidsch Arslan II. Einige Angehörige der Gabras-Familie suchten Schutz bei den Seldschuken, andere flohen über das Schwarze Meer auf die Krim, wo sie nach der Eroberung Konstantinopels durch die Kreuzfahrer das Fürstentum Theodoro gründeten.